# Lamborghini Jalpa
Jalpa (Ksalpa) je model Lamborghinija. Je športni avto, ki so ga izdelovali od leta 1981 do leta 1988. Narejenih je bilo 410. Motor je imela 3.5 L V8, ki je bil uporabljen tudi v Silhouette. V Jalpi je ta motor proizvajal 255 konjev. Največja hitrost je bila 234 km/h.
Jalpa je bila ustvarjena kot bolj cenovno ugoden Lamborghini, saj je bila veliko cenejša od glavnega Countacha. V primerjavi z Countachom je bila Jalpa bolj primerna za vsakdanjo vožnjo.